# علی کورتیس
علی کورتیس (انگلیسی: Ali Curtis؛ زادهٔ ۱۸ دسامبر ۱۹۷۸) بازیکن فوتبال اهل ایالات متحده آمریکا است.
از باشگاه‌هایی که در آن بازی کرده‌است می‌توان به اف‌سی دالاس و باشگاه فوتبال دی‌سی یونایتد اشاره کرد.